# 카눈 (악기)

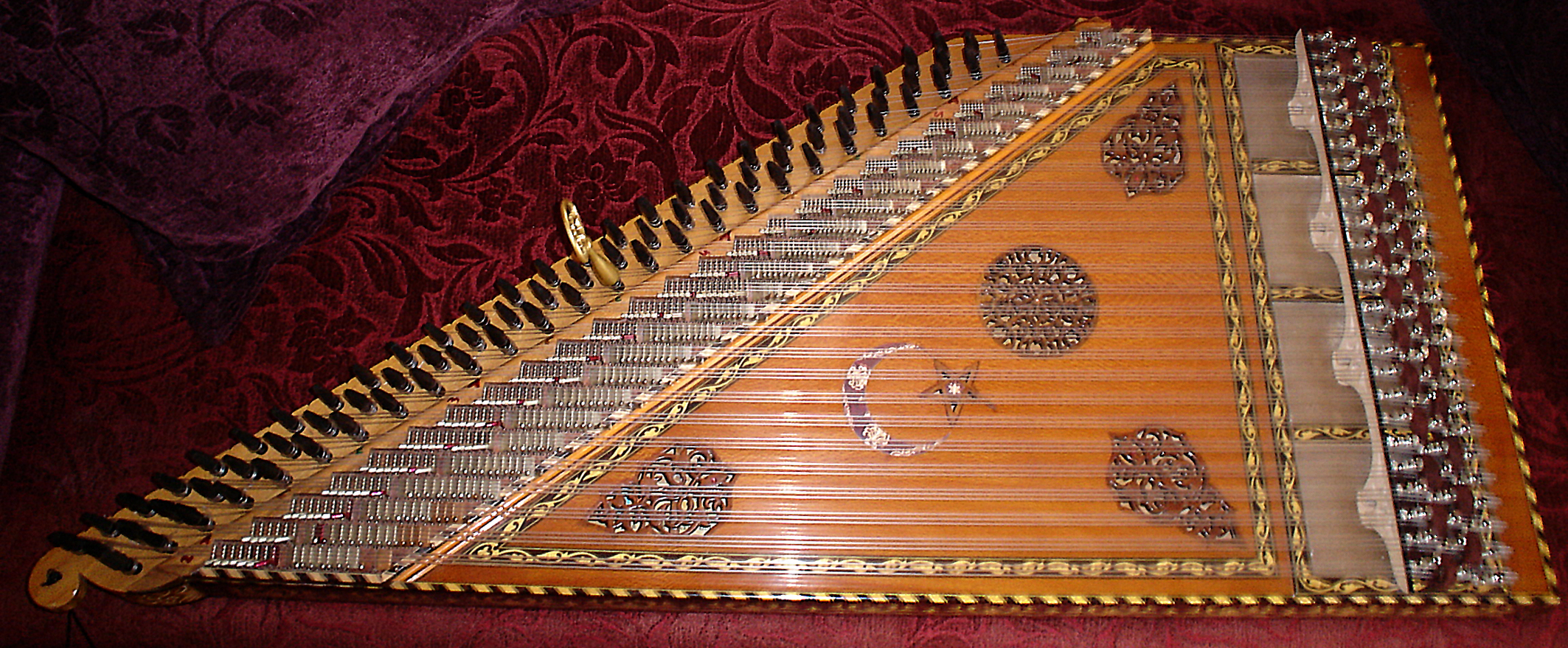
카눈

카눈(아랍어: قانون)은 아랍 음악, 중동 음악에서 전통적으로 사용되는 지터 계열의 현악기이다. 사다리꼴 모양을 띤 울림통 위에 수많은 현이 달린 점이 특징이다.

## 역사
카눈이라는 이름은 아랍어에서 "규칙"을 뜻하는 단어인 '카눈'(Qanun)에서 유래된 이름인데 고대 그리스어에서 "규칙"을 뜻하는 단어인 '카논'(고대 그리스어: κανών)에서 파생된 이름이기도 하다. 카눈은 기원전 19세기에 메소포타미아 지방에서 유래되었을 정도로 오랜 역사를 갖고 있으며 중동, 북아프리카, 서아프리카, 중앙아시아, 유럽 남동부에서 독주 또는 합주 과정에서 연주되었다.

## 구조
아랍식 카눈은 일반적으로 5개의 아치형 기둥에 놓인 하나의 긴 기러기발을 지탱하는 5개의 가죽 세트로 구성되어 있는 반면 터키식 카눈은 4개의 기둥이 지탱하는 형상을 띠고 있다. 이를 통해 아랍식 카눈은 높은 고음과 저음을 내는 현을 설치할 수 있는 공간이 보다 넓은 편이다. 카눈은 1개 코스당 3개 현을 갖고 있는데 코스는 24개부터 26개까지, 현은 72개부터 78개까지 달한다. 카눈의 현은 원래 동물의 내장으로 만들었지만 현대에는 나일론, 폴리염화 비닐(PVC)로 만들고 있으며 나무로 만든 테두리에 장착되어 있다.
카눈은 의자나 바닥에 앉은 상태에서 무릎이나 받침대 위에 악기를 올린 다음에 거북의 피부 껍데기로 만든 피크 또는 손톱을 튕겨서 연주한다. 카눈의 표준 음역은 A2부터 E6까지 이르는 3옥타브이지만 아랍식 카눈은 음역을 F2, G6까지 확장할 수 있다. 카눈에는 카페(Kafe)라고 부르는 장식용 울림 구멍이 있는데 카눈의 익숙한 음색을 형성하는 중요한 요소이기도 하다. 그러나 아랍식과 터키식 카눈 모두 공명판의 위치가 서로 다르기 때문에 지형이나 개인의 취향에 따라 모양, 크기, 길이가 달라진다. 터키식 카눈은 일반적으로 길이가 95cm에서 100cm까지 달하고 폭은 38cm부터 40cm까지, 높이는 4cm에서 6cm까지 달한다. 이와는 대조적으로 아랍식 카눈은 앞에서 언급한 바와 같이 약간 더 큰 크기를 띤다.
카눈을 통해 연주하는 전통 음악, 고전 음악은 마캄(Maqam)을 기반으로 한다. 카눈의 각 코스에는 만달(Mandal)이라고 부르는 작은 금속 레버 또는 걸쇠가 달려 있다. 만달은 연주자가 카눈을 연주하는 동안에 빠르게 올리거나 내릴 수 있도록 설계되어 있는데 현의 길이를 효과적으로 변경하여 특정한 코스에서 나오는 음의 높이를 약간 변화시키는 역할을 한다.

## 같이 보기
- 솔터리
- 산투르
- 치터